# Cỏ tranh

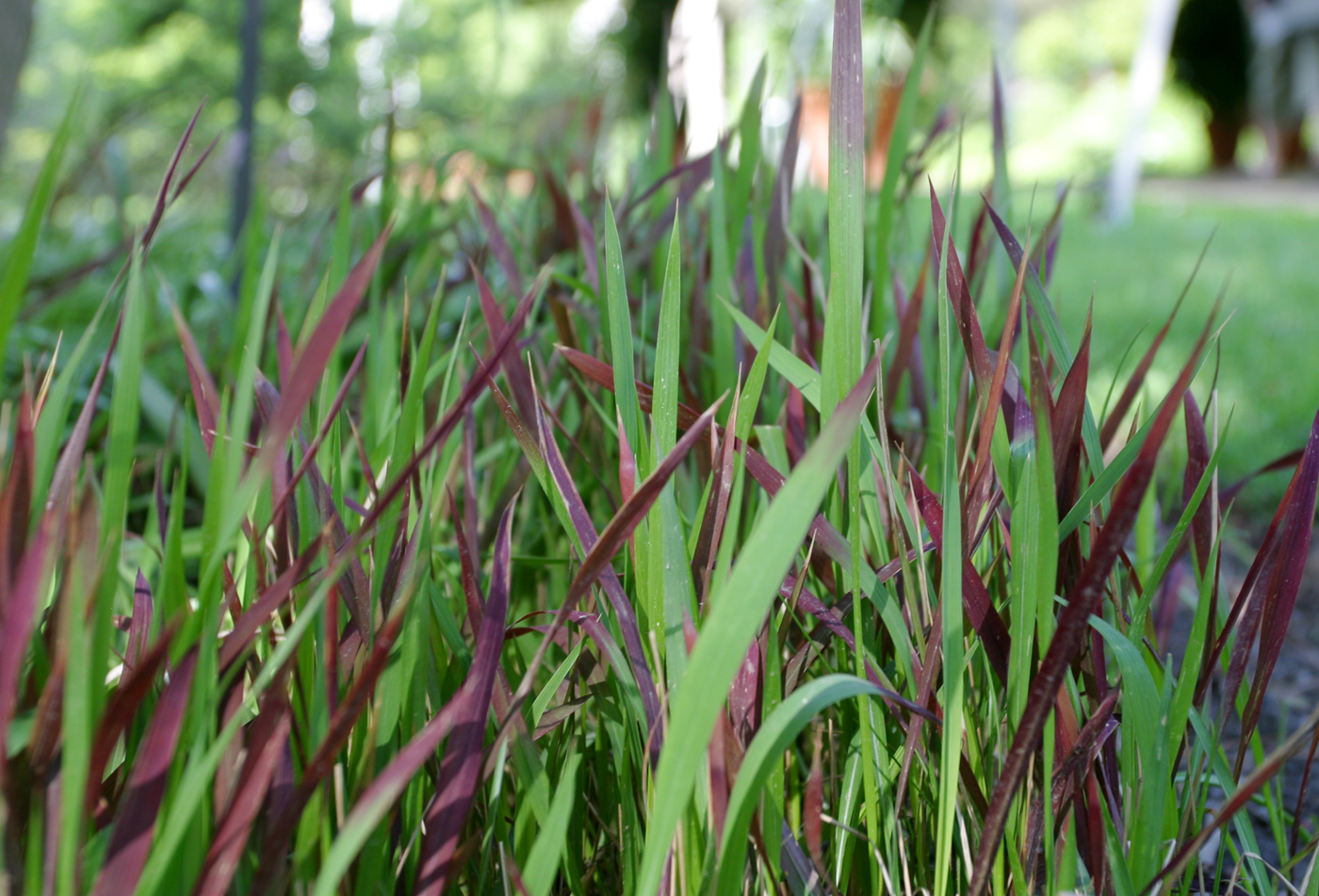
Imperata_cylindrica

Cỏ tranh (hay bạch mao (tên gốc tiếng Trung), danh pháp hai phần: Imperata cylindrica (L.) Beauv.) là một loài thực vật thuộc họ Lúa (Poaceae).

## Đặc điểm
Cỏ tranh là cây sống lâu năm có thân rễ lan dài, ăn sâu dưới đất. Lá mọc đứng, cứng, gân nổi; dáng lá hẹp dài; lá có mặt trên nhám, mặt dưới nhẵn, mép lá sắc có thể cứa đứt tay rất dễ dàng. Hoa tự hình chùy, màu trắng sợi như bông, rất nhẹ nên ngoài nhân giống qua chồi rễ, cỏ tranh còn có khả năng phát tán rất xa nhờ gió.

## Phân bố
Cây mọc hoang dại, phân bố rộng khắp ở cả ba miền Bắc, Trung, Nam Việt Nam.

## Công dụng

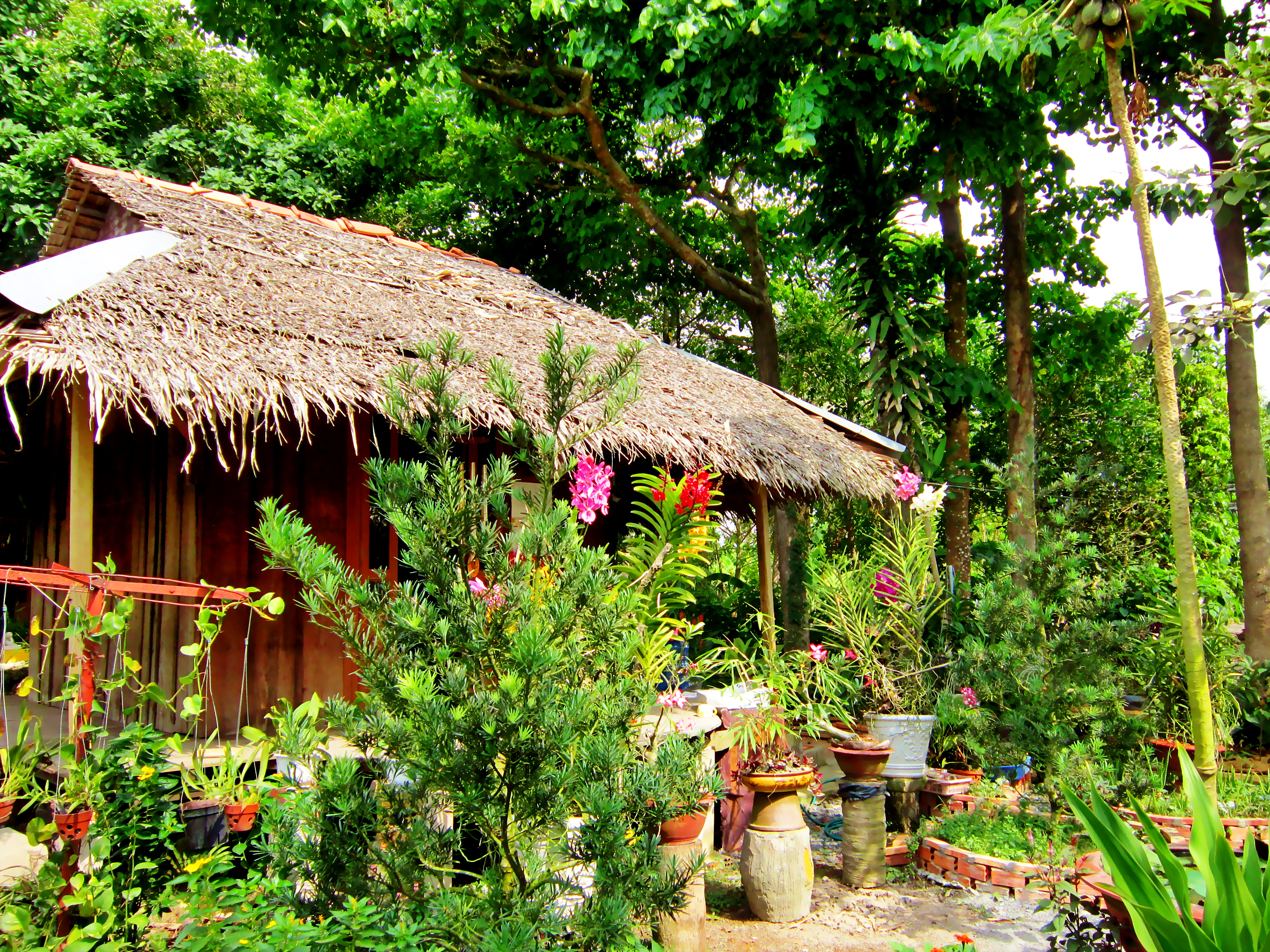
Một mái nhà tranh tại Thoại Sơn, An Giang

Ở các vùng cao như Tây Bắc, Tây nguyên, lá cỏ tranh thường được sử dụng làm vật liệu lợp mái nhà truyền thống rất bền chắc. Các ngôi nhà dài truyền thống của người Ê Đê ở Tây nguyên thường có mái tranh lợp dày 15–20 cm và phải đến 20-30 năm mới phải lợp lại một lần.
Rễ cỏ tranh sử dụng làm thuốc do có tính lợi tiểu thường được biết với tên vị thuốc "Bạch mao căn". Công dụng: Theo Đông y, Bạch mao căn có mùi hơi thơm, vị ngọt, tính lạnh, vào 3 "kinh": Tâm, Tỳ và Vị.
Các đám cỏ tranh khi bị đốt thường cho tro có vị mặn. Vì vậy, trong rừng thú thường đến để liếm thay muối. Chuyện này còn được nhắc đến trong tiểu thuyết Đất nước đứng lên của nhà văn Nguyên Ngọc với hình ảnh anh hùng Núp (Đinh Núp) đốt cỏ tranh để lấy vị mặn của muối.